# Philip Short
Pour les articles homonymes, voir Short (homonymie).
Philip Short, né le 17 avril 1945 à Bristol, est un journaliste et écrivain britannique.

## Biographie
Après des études au Queen’s College de Cambridge, il fut journaliste indépendant de 1967 à 1973, d’abord au Malawi, ensuite en Ouganda. 
Il entra par la suite à la BBC comme correspondant étranger et le resta pendant plus de vingt-cinq ans, notamment à Moscou (1974-1976), Pékin (1977-1981), Paris (1981-1990), Tokyo (1990-1995) et Washington (1996-1997). 
Il a également publié plusieurs biographies : une sur Mao en 1999, une sur Pol Pot en 2004, une sur François Mitterrand en 2013, et enfin une sur Poutine en 2022.

## Ouvrages
- Philip Short (trad. Colette Lahary-Gautié), Mao Tsé-Toung [« Mao: A Life »], Fayard, 7 septembre 2005, 673 p. (ISBN 978-2-213-62607-9)

- Philip Short (trad. de l'anglais par Odile Demange), Pol Pot : Anatomie d'un cauchemar [« Pol Pot: Anatomy of a Nightmare »], Paris, Denoël, 20 avril 2007, 604 p. (ISBN 978-2-207-25769-2)

- François Mitterrand, A Taste for Intrigue: The Multiple Lives of François Mitterrand, Henry Holt and Co., US, 2014
  - Philip Short (trad. de l'anglais par Madison Deschamps), François Mitterrand : Portrait d'un ambigu [« A Taste for Intrigue: The Multiple Lives of François Mitterrand »], Paris, Nouveau monde éditions, 21 mai 2015, 893-[16], 23 cm (ISBN 978-2-36942-212-9, BNF 44364204).